# لوتس مارتن
لوتس مارتن (بالإنجليزية: Leotis Martin)‏ مواليد 10 مارس 1939 في أركنساس - الوفاة 20 نوفمبر 1995 في فيلادلفيا، كان ملاكم أمريكي سابق صنّف ضمن فئة الوزن الثقيل.

## إحصائيات
خاض خلال مسيرته 36 نزالا، فاز في 31 ولم يتعادل وخسر في 5. فاز بالضربة القاضية في 19 نزالا.

## روابط خارجية
- لوتس مارتن على موقع بوكس ريك (الإنجليزية) (registration required)